# Federação Paranaense de Esgrima
A Federação Paranaense de Esgrima é uma entidade que organiza e regulamenta o desporto da esgrima no estado do Paraná. Ligado a Confederação Brasileira de Esgrima, entre os destaques do estado estão os irmãos curitibanos Athos Schwantes e Ivan Schwantes.